# Myrmarachne incerta
Myrmarachne incerta este o specie de păianjeni din genul Myrmarachne, familia Salticidae, descrisă de Narayan, 1915. Conform Catalogue of Life specia Myrmarachne incerta nu are subspecii cunoscute.